# Gossip Girl (série télévisée, 2007)
Pour les articles homonymes, voir Gossip Girl.
Cet article concerne la première série de 2007. Pour la suite télévisée de 2021, voir Gossip Girl (série télévisée, 2021).
Gossip Girl (2021)
Gossip Girl, ou Gossip Girl : L'Élite de New York au Québec, est une série télévisée américaine en 121 épisodes de 37-42 minutes développée par Josh Schwartz et Stephanie Savage et diffusée entre le 19 septembre 2007 et le 17 décembre 2012 sur le réseau The CW et en simultané au Canada sur CTV pour la première saison, /A\ pour la deuxième et troisième saison puis MuchMusic pour les saisons restantes.
Il s'agit d'une adaptation de la série littéraire du même titre de la romancière américaine Cecily von Ziegesar.
En France, les deux premières saisons de la série ont été diffusées entre le 6 septembre 2008 et le 26 juin 2010 sur TF1 puis la troisième saison a été diffusée à partir du 31 juillet 2011 sur NT1 avant que la diffusion ne se poursuive intégralement entre le 3 octobre 2011 et le 9 octobre 2013 sur la chaîne câblée TF6. La série a ensuite été rediffusée intégralement en clair à partir du 17 janvier 2013 sur HD1.
En Belgique, les quatre premières saisons ont été diffusées à partir du 12 septembre 2008 sur La Deux, puis la diffusion s'est poursuivie intégralement à partir du 4 novembre 2013 sur AB3. Au Québec, elle a été diffusée entre le 26 mai 2009 et le 29 octobre 2013 sur VRAK.TV, et en Suisse sur la RTS.
Une suite, simplement intitulée Gossip Girl, mettant en scène une nouvelle génération a été diffusée entre 2021 et 2023 sur le service HBO Max.

## Synopsis
Les étudiants privilégiés des écoles privées de Constance Billard, pour les filles, et de St Jude, pour les garçons, dans l'Upper East Side, un quartier de Manhattan à New York, sont tous accros au blog de « Gossip Girl » une mystérieuse blogueuse qui dévoile tous les derniers potins et rumeurs sur leur communauté très fermée.
La série débute par l'arrivée de Serena van der Woodsen, qui revient à Manhattan d'une prétendue pension, après avoir disparu sans donner de nouvelles. Elle retrouve ainsi sa meilleure amie, Blair Waldorf, qui comme tout le monde, est très étonnée de revoir Serena.
La série suit la vie de la jeunesse dorée de Manhattan : Serena Van Der Woodsen, Blair Waldorf, Nate Archibald et Chuck Bass, ainsi que celle de Dan Humphrey, surnommé le « Garçon Solitaire »,  et de sa sœur Jenny, qui viennent d'un milieu plus modeste et résident à Brooklyn.
Ils sont également entourés d'adultes : Lily van der Woodsen, la mère de Serena ; Bart Bass, le très puissant père de Chuck ; Rufus Humphrey, le père de Dan et Jenny et ancienne star de pop rock reconvertie en propriétaire d'une galerie d'art ; Howard Archibald, le père de Nate ainsi qu'Eleanor Waldorf, mère de Blair et créatrice de mode.

## Distribution

### Acteurs principaux
- Blake Lively (VF : Élisabeth Ventura) : Serena van der Woodsen alias S.
- Leighton Meester (VF : Laëtitia Godès) : Blair Waldorf alias B.
- Penn Badgley (VF : Anatole de Bodinat) : Daniel « Dan » Humphrey alias D. ou le « Garçon solitaire »
- Chace Crawford (VF : Rémi Bichet) : Nathaniel « Nate » Archibald alias N.
- Ed Westwick (VF : Nessym Guetat) : Charles « Chuck » Bass alias C.
- Kelly Rutherford (VF : Céline Duhamel) : Lilian « Lily » van der Woodsen
- Matthew Settle (VF : Emmanuel Gradi) : Rufus Humphrey
- Taylor Momsen (VF : Camille Donda) : Jenny Humphrey alias J. (saisons 1 à 4 - invitée saison 6)
- Jessica Szohr (VF : Laëtitia Laburthe) : Vanessa Abrams alias V. (saisons 1 à 4 -  invitée saison 6)
- Kaylee Defer (VF : Caroline Pascal) : Charlie Rhodes / Ivy Dickens (saisons 5 et 6 - récurrente saison 4)

Sans être créditée dans la distribution principale ou récurrente, Kristen Bell prête sa voix à « Gossip Girl » et est présente dans l'intégralité des épisodes en tant que narratrice. En version française, elle est doublée par Chloé Berthier. Elle apparaît également physiquement dans son propre rôle dans le dernier épisode de la série.

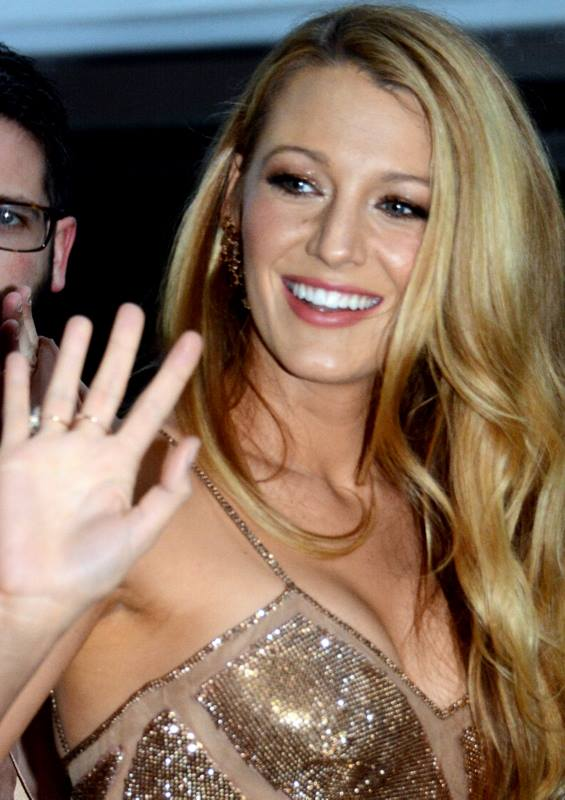
Blake Lively interprète Serena.
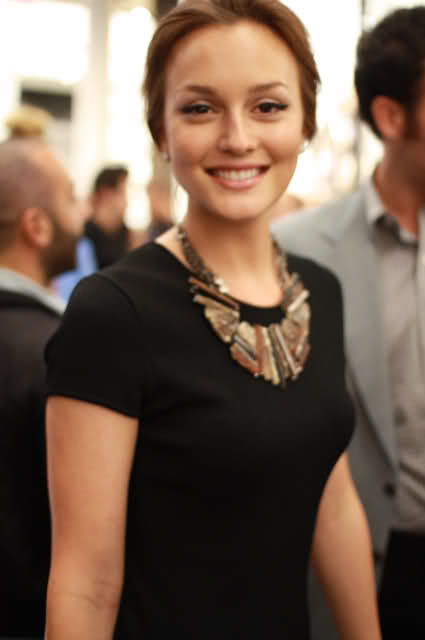
Leighton Meester interprète Blair.
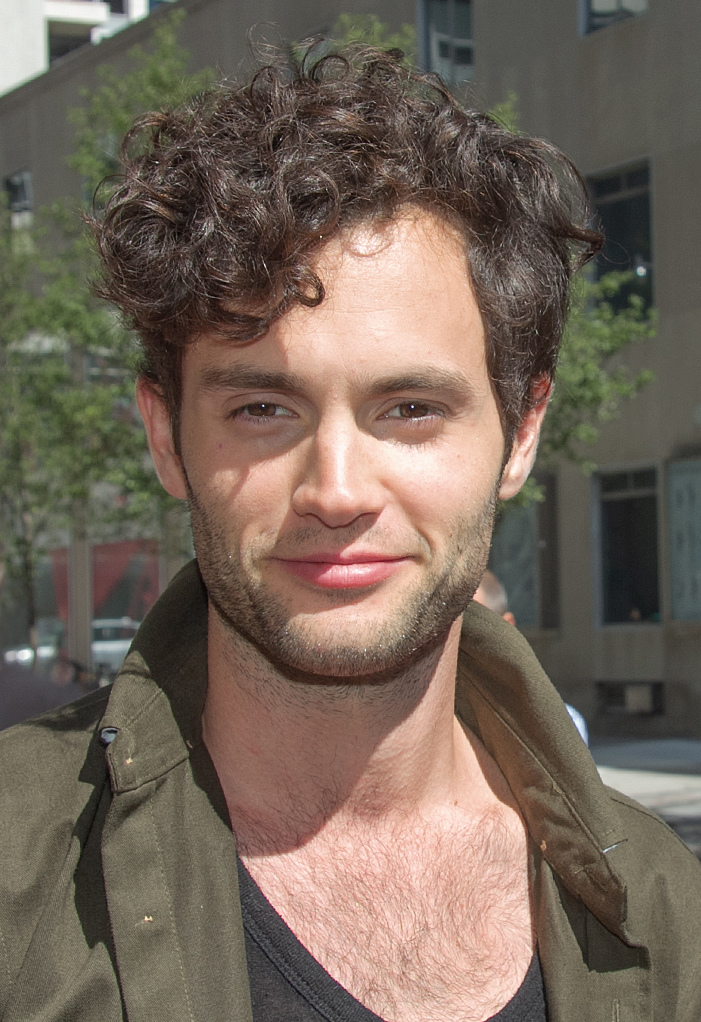
Penn Badgley interprète Dan.
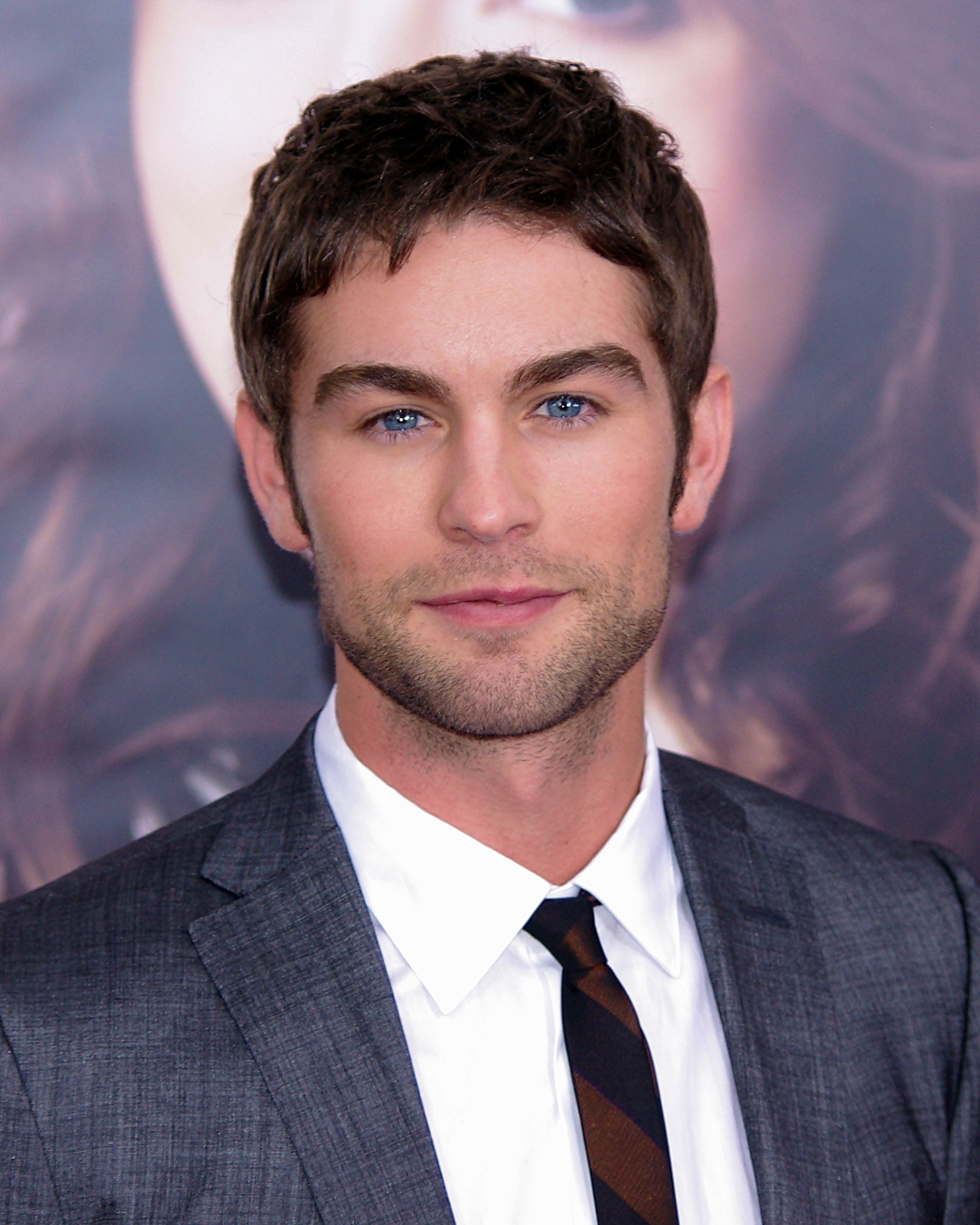
Chace Crawford interprète Nate.
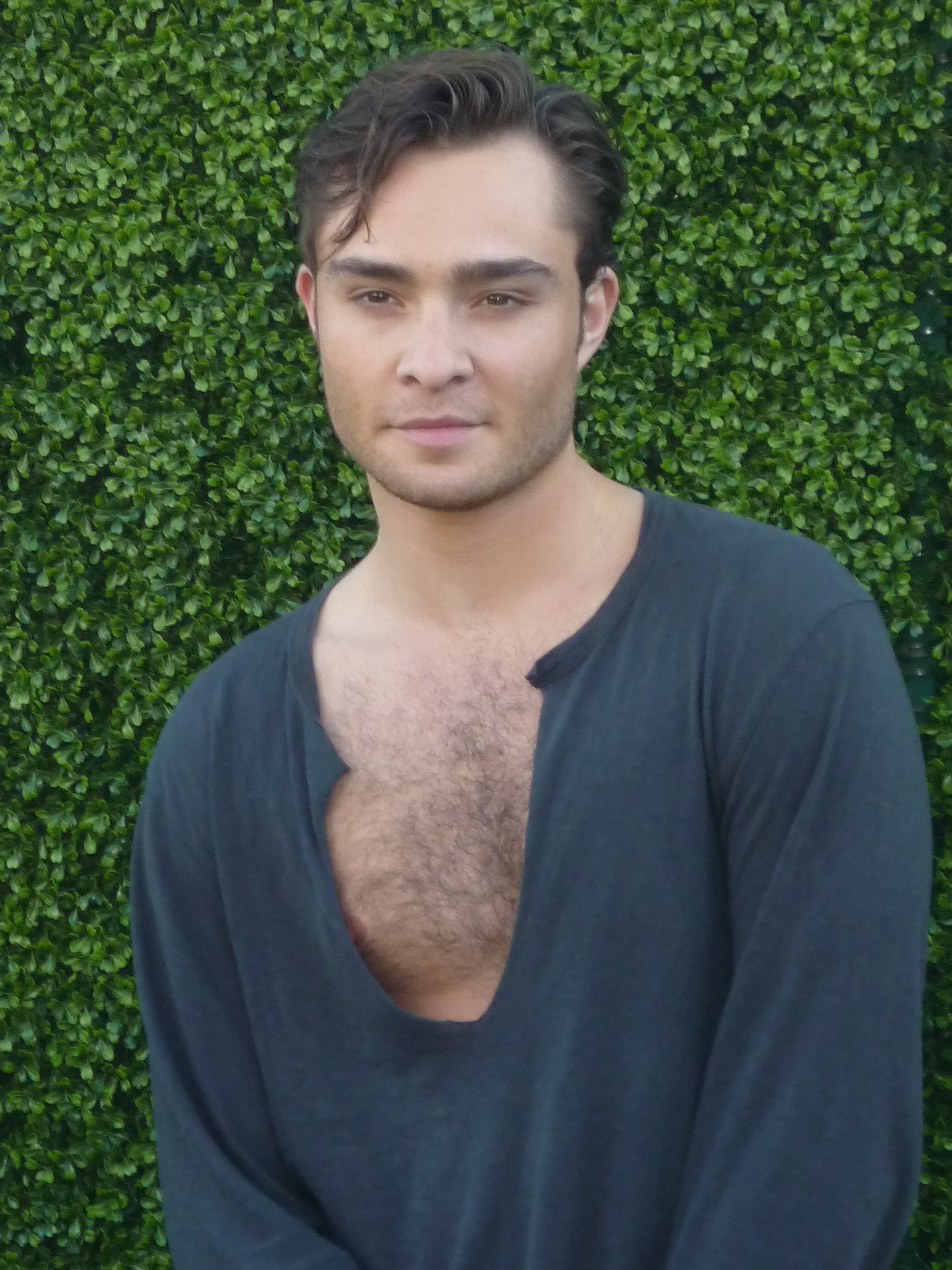
Ed Westwick interprète Chuck.
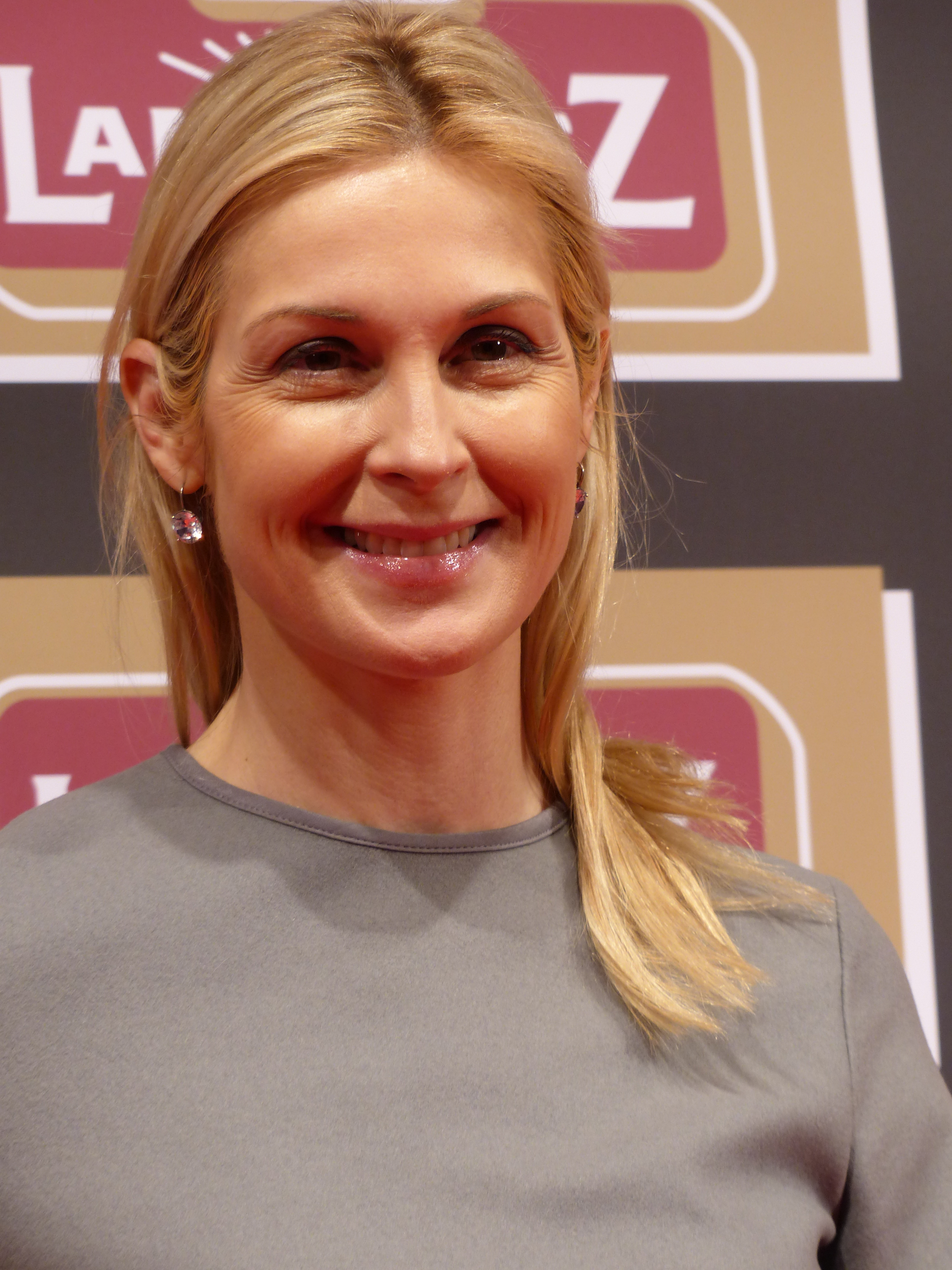
Kelly Rutherford interprète Lily.
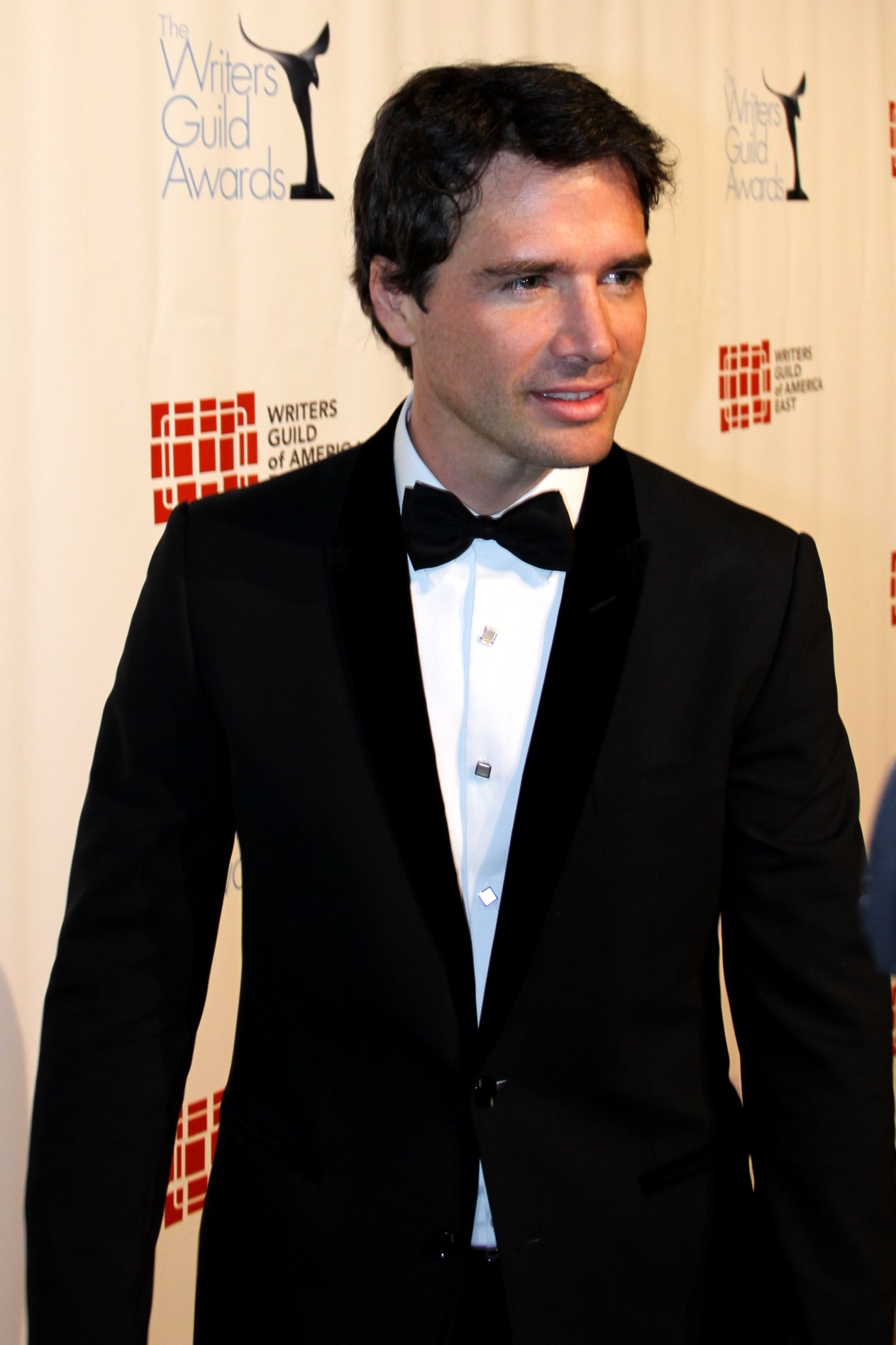
Matthew Settle interprète Rufus.
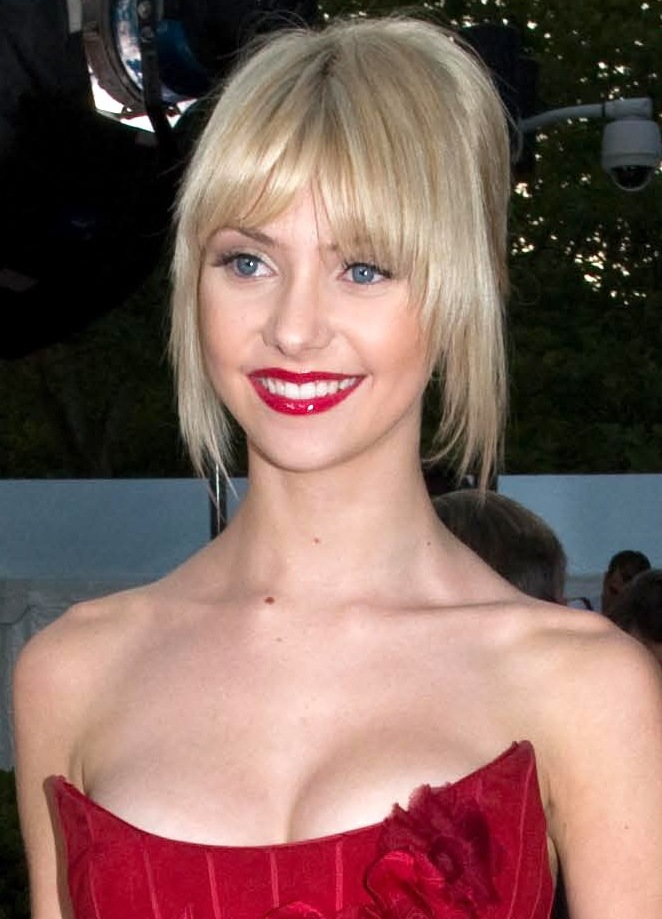
Taylor Momsen interprète Jenny.
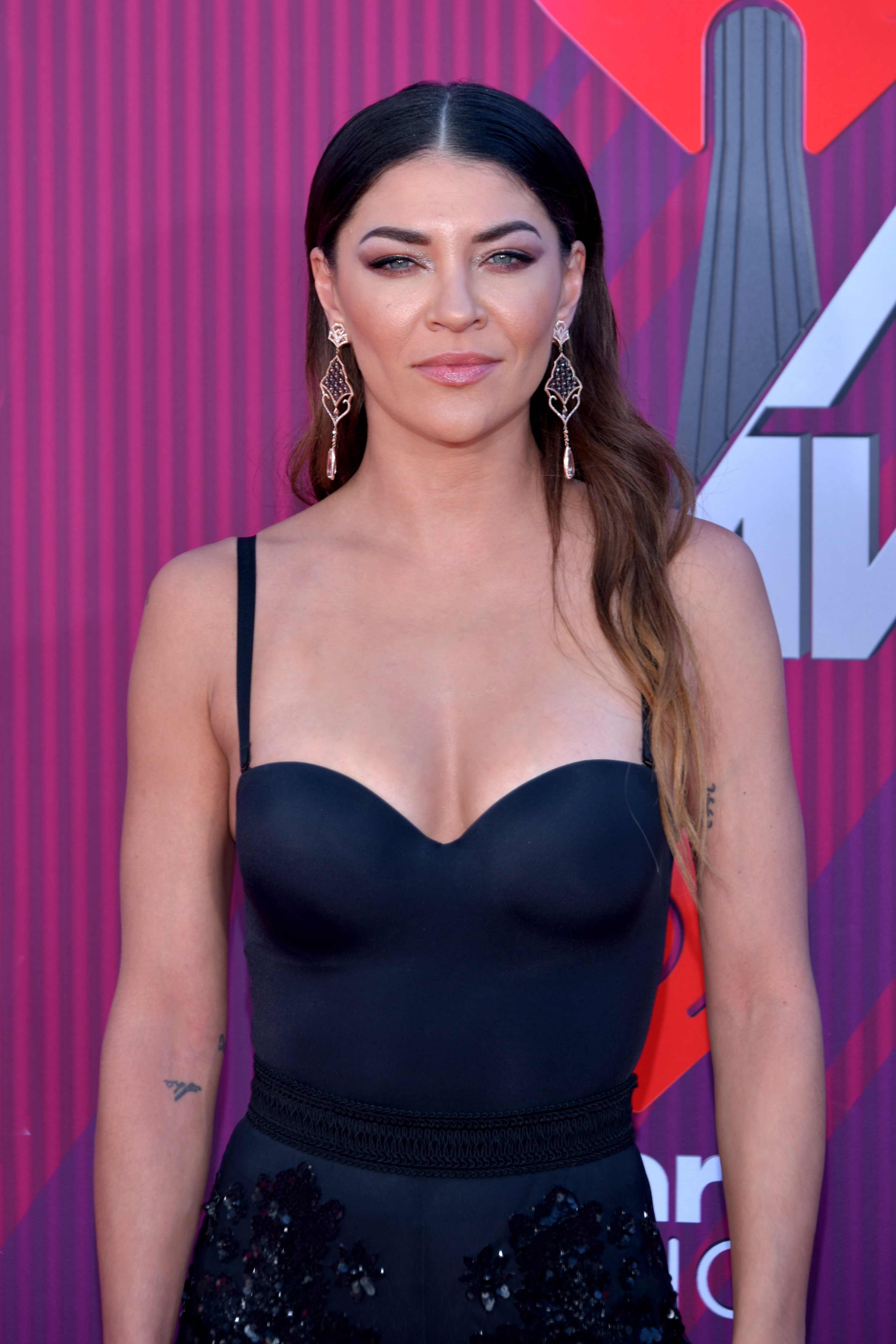
Jessica Szohr interprète Vanessa.
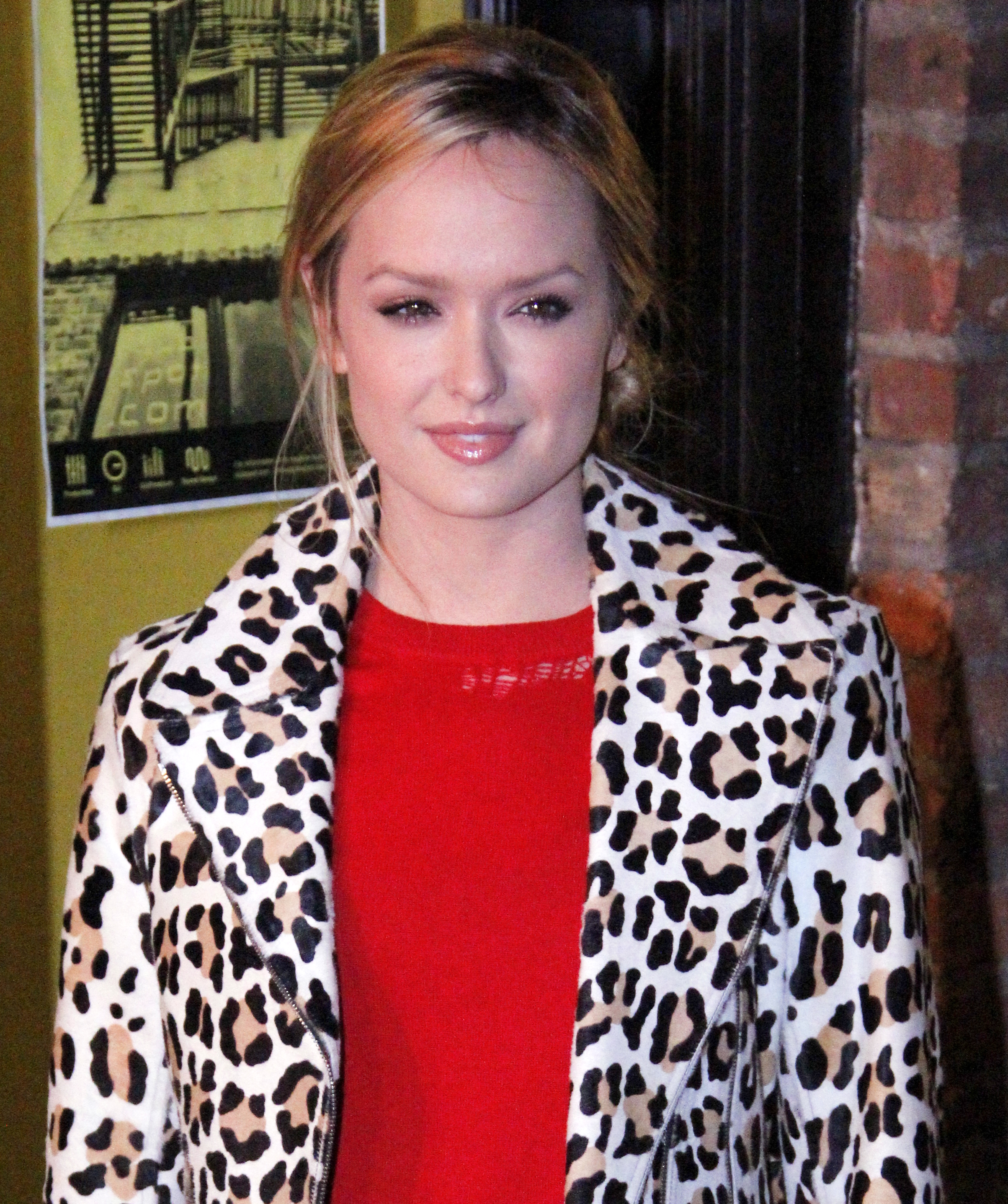
Kaylee DeFer interprète Ivy.
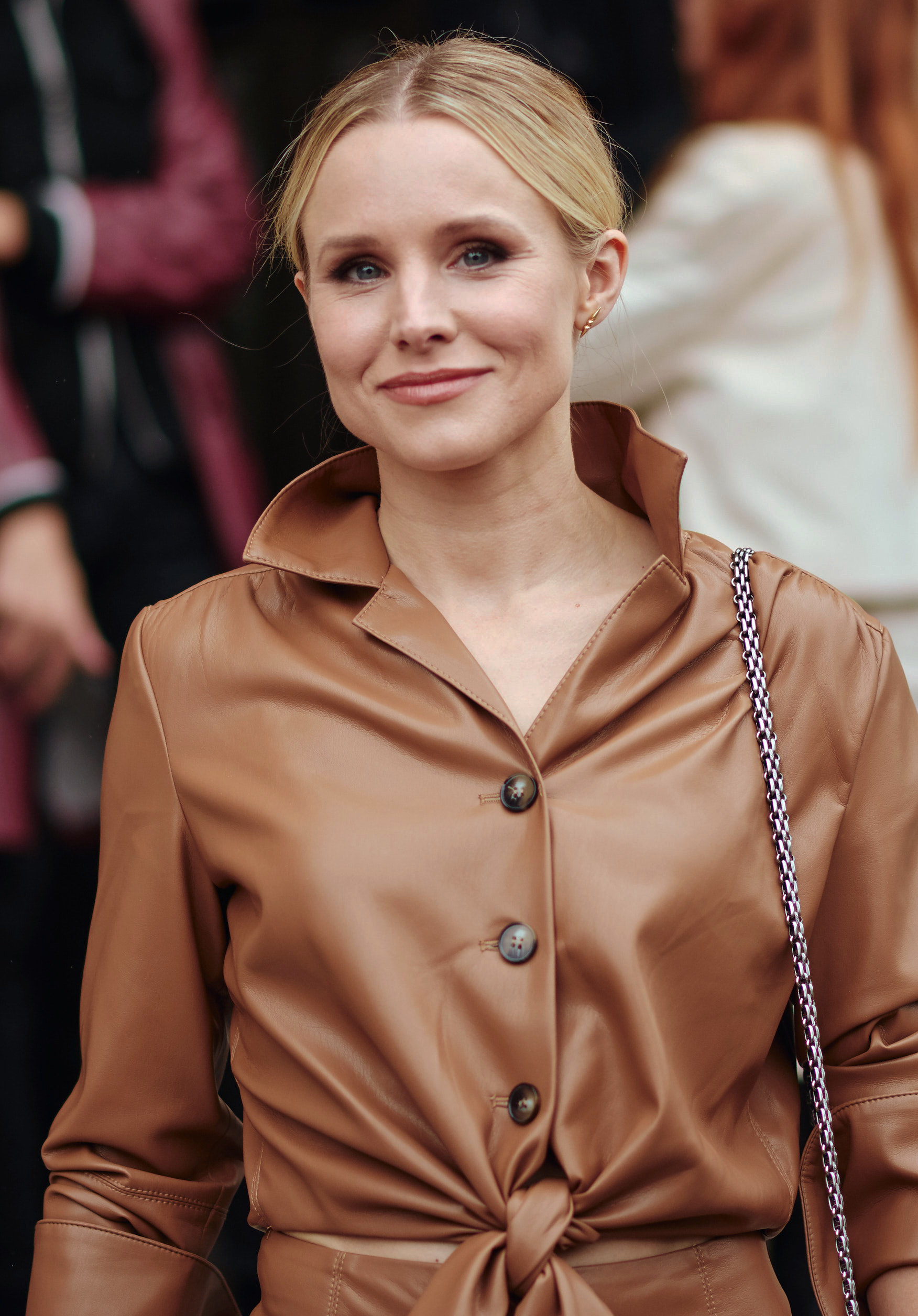
Kristen Bell double « Gossip Girl ».

### Acteurs récurrents
Note : En raison du grand nombre d'acteurs liés à cette série, seuls ceux présents tout au long de la série, dans un grand nombre d'épisodes ou ceux ayant un rôle important sont listés ici.
- Zuzanna Szadkowski (VF : Dorothée Jemma) : Dorota Kishlovsky
- Michelle Trachtenberg (VF : Chantal Macé) : Georgina Sparks
- Margaret Colin (VF : Annie Sinigalia) : Eleanor Waldorf-Rose (saisons 1 à 5 - invitée saison 6)[note 1]
- Connor Paolo (VF : Gwenaël Sommier) : Eric van der Woodsen alias E. (saisons 1 à 4 - invité saison 6)
- Amanda Setton (VF : Marie Giraudon) : Penelope Shafai (saisons 1, 2, 4 et 5)
- Francie Swift (VF : Catherine Cyler) : Anne Archibald-Vanderbilt (saisons 1, 2 et 4)
- Robert John Burke (VF : Guillaume Orsat) : Bart Bass (saisons 1, 2 et 6 - invité saisons 3 et 5)
- Sam Robards (VF : Bernard Lanneau) : Howard Archibald alias « Le Capitaine » (saisons 1 et 4 - invité saisons 2 et 6)
- Nicole Fiscella (VF : Sarah Marot) : Isabel Coates (saisons 1 et 2 - invitée saison 4)
- Yin Chang (VF : Anouck Hautbois) : Nelly Yuki (saisons 1 et 2 - invitée saison 6)
- Dreama Walker (VF : Pamela Ravassard) : Hazel Williams (saisons 1 et 2)
- Nan Zhang (VF : Jessica Barrier) : Kati Farkas (saisons 1 - invitée saisons 4, 5 et 6)
- Desmond Harrington (VF : Stéphane Fourreau) : Jack Bass (saisons 2, 3 et 5 - invité saisons 4 et 6)
- Caroline Lagerfelt (VF : Françoise Pavy) : Celia « CeCe » Rhodes (saisons 2 et 3 - invitée saisons 1, 4 et 5)
- Sebastian Stan (VF : Axel Kiener) : Carter Baizen (saisons 2 et 3 - invité saison 1)
- Wallace Shawn (VF : Patrice Dozier) : Cyrus Rose (saison 2 - invité saisons 3 à 6)
- Kevin Zegers (VF : Guillaume Lebon) : Damian Daalgard (saisons 3 et 4)
- William Baldwin (VF : Xavier Fagnon) : William van der Woodsen (saisons 3 et 5 - invité saisons 4 et 6)
- Chris Riggi (VF : Juan Llorca) : Scott Rosson (saison 3 - invité saison 2)
- Hilary Duff (VF : Julie Turin) : Olivia Burke (saison 3)
- Hugo Becker (VF : lui-même) : Louis Grimaldi (saisons 4 et 5)
- Katie Cassidy (VF : Olivia Nicosia) : Juliet Sharp (saison 4 - invitée saison 6)
- David Call (en) (VF : Bertrand Nadler) : Ben Donovan (saison 4)
- Michael Boatman (VF : Thierry Kazazian) : Russell Thorpe (saison 4)
- Tika Sumpter (VF : Caroline Sahuquet) : Raina Thorpe (saison 4)
- Sheila Kelley (VF : Marjorie Frantz) : Carol Rhodes (saison 5 - invitée saisons 2 et 4)
- Ella Rae Peck (VF : Lutèce Ragueneau) : Charlotte « Lola » Rhodes (saison 5 - invitée saison 6)
- Elizabeth Hurley (VF : Rafaèle Moutier) : Diana Payne (saison 5)
- Barry Watson (VF : Mathias Kozlowski) : Steven Spence (saison 6)
- Sofia Black D'Elia (VF : Caroline Victoria) : Sage Spence (saison 6)

Version française
- Société de doublage : Nice Fellow[7],[8]
- Direction artistique : Magali Barney[7],[8]
- Adaptation des dialogues : Tim Stevens, Sabrina Boyer, Laurence Duseyau, Adèle Masquelier et Aurélie Cutayar[7]

 Source et légende : version française (VF) sur RS Doublage et Doublage Séries Database

## Production

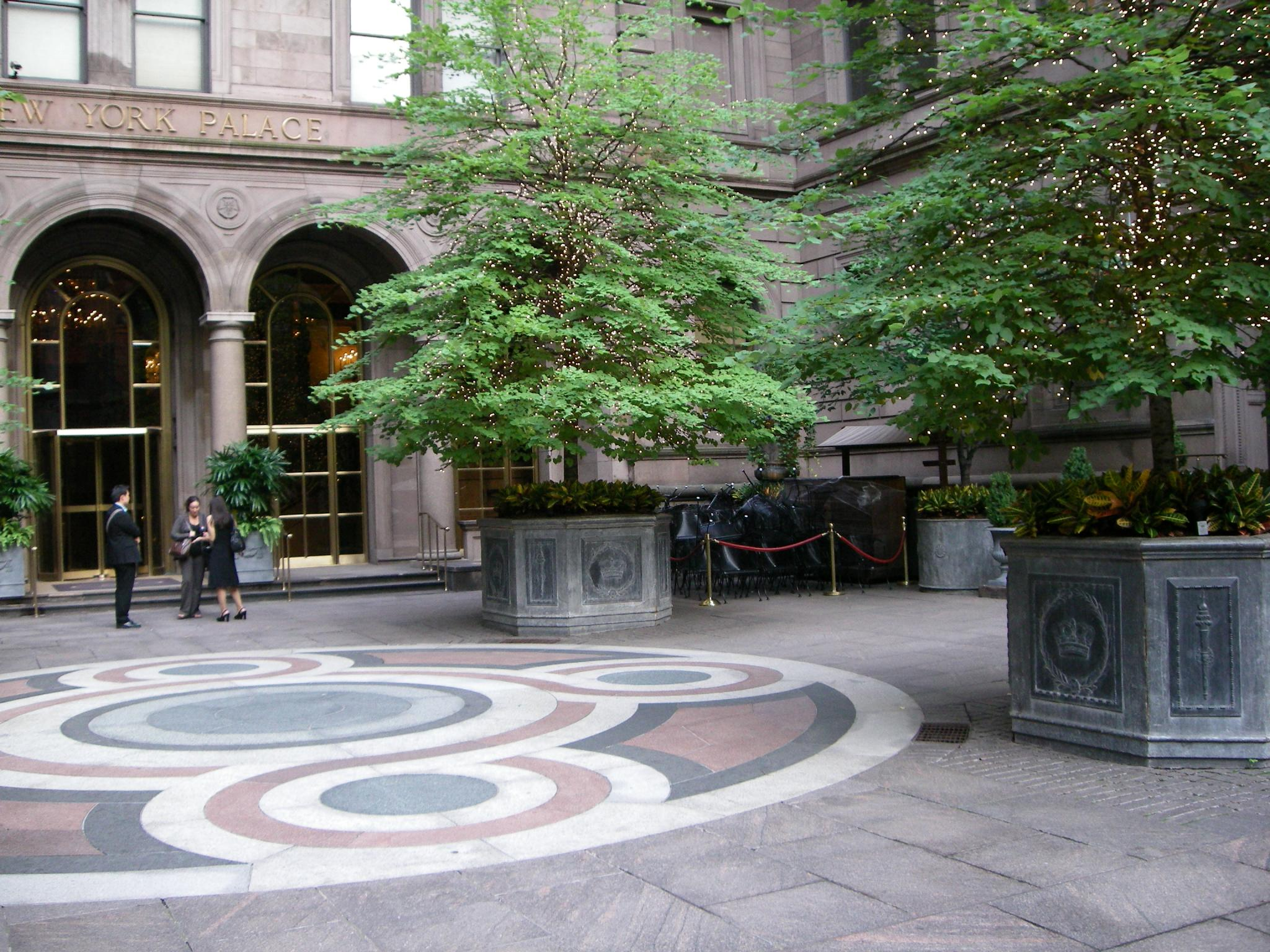
Entrée du Lotte New York Palace Hotel, ayant servi de décor pour la résidence de la famille Van der Woodsen.

### Développement
En 2002, Warner Bros. annonce le développement d'un projet d'adaptation au cinéma de la série littéraire Gossip Girl de Cecily von Ziegesar avec la présence de Lindsay Lohan à la distribution et Amy Sherman-Palladino à la réalisation. Néanmoins, le projet ne décolle pas, il est donc reprit par la division télévisée du studio qui le confie à Josh Schwartz et Stephanie Savage. Dans un premier temps, Schwartz était réticent à l'idée de travailler sur la série, effrayé à l'idée qu'elle soit trop similaire à sa série Newport Beach. Il accepta, séduit par le premier roman de la série.
Après la commande d'un épisode pilote, The CW commande la série en janvier 2007.
Durant l'intégralité de la diffusion de la série Schwartz et Savage étaient au poste de producteurs délégués, aux côtés de Bob Levy et Leslie Morgenstein d'Alloy Entertainment. À la suite du succès de la série, John Stephens, coproducteur de Gilmore Girls et collaborateur de Schwartz sur Newport Beach, fût approché pour rejoindre l'équipe.
Joshua Safran, scénariste et producteur consultant, fut promu au poste de coproducteur délégué avant de rejoindre les producteurs délégués. Néanmoins, il quitte la série après la cinquième saison pour devenir show runner de la série Smash en 2012. Il est remplacé par Sara Goodman pour la sixième et dernière saison. 
The Transcenders s'occupa de composer les musiques originales de la série pendant que Alexandra Patsavas supervisait les musiques et chansons de la série. Le département costumes était dirigé par Eric Daman, ancien assistant de Patricia Field sur Sex and the City.

### Distributions des rôles
Blake Lively et Leighton Meester furent les premières actrices à rejoindre la distribution de la série après avoir auditionnées en décembre 2006. Par la suite, Penn Badgley, Taylor Momsen, Chace Crawford, Kelly Rutherford et Connor Paolo signent pour rejoindre la série. L'actrice Florencia Lozano rejoint également la série pour le rôle d'Eleanor Waldorf mais est remplacé par Margaret Colin après le tournage de l'épisode pilote. Dans un premier temps, Penn Badgley et Blake Lively avaient refusés de jouer dans la série à cause de leurs projet d'études. 
En avril 2007, Ed Westwick et Matthew Settle rejoignent la distribution. Westwick avaient auditionné pour le rôle de Nate avant que la production lui demande de revenir pour Chuck. Lors de la conférence de presse annuelle de The CW, il est dévoilé que Kristen Bell sera la voix de Gossip Girl, la narratrice de la série. Pour finir, Jessica Szohr signe pour le rôle récurrent de Vanessa Abrams, néanmoins, après quelques épisodes, elle est promue à la distribution principale.
À la suite de la conclusion de la quatrième saison, Taylor Momsen, qui était en pause indéfinie depuis la moitié de la saison pour se concentrer sur sa carrière musicale, et Jessica Szohr annoncent leurs départ de la série. La production proposa plusieurs fois à Connor Paolo de rejoindre la distribution principale mais ce dernier préféra conserver son statut récurrent pour des raisons personnelles. Il quitte également la série après la quatrième saison pour rejoindre la série Revenge.
En 2011, Kaylee Defer, récurrente dans la quatrième saison de la série, est promue à la distribution principale dès la cinquième saison, devenant la première et unique actrice à rejoindre cette distribution en cours de route. 

### Tournage

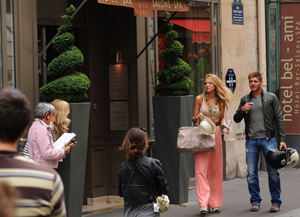
Blake Lively sur le tournage de la série dans le quartier de Saint-Germain-des-Prés à Paris, France, en 2011.

La série est entièrement tournée à New York. Elle fut comparée à Sex and the City en raison de son impact sur la ville, de nombreux touristes recherchant les lieux et commerces vu dans la série.
Stephanie Savage dévoila que Warner Bros. avait proposé de tourner la série en studio à Los Angeles avec des plateaux reproduisant New York pour réduire les coûts mais que l'équipe décida de tourner directement dans la ville pour conserver le maximum d'authenticité.
Néanmoins, pour quelques épisodes, le tournage de la série s'est parfois déplacé. Le tournage du premier épisode de la seconde saison s'est entièrement déroulé dans Les Hamptons. Pour le sixième épisode de cette même saison, l'université Columbia fut utilisée comme décor pour servir l'intrigue qui se déroulait à l'université Yale, créant une vague de déception auprès des étudiants de Yale, considérant son portrait des admissions comme faux et lui reprochant les nombreux clichés sur l'Ivy League qu'il véhicule.
Les deux premiers épisodes de la quatrième saison furent tourné à Paris en France. Le tournage se déroula dans plusieurs lieux de la ville : l'université de La Sorbonne, dans le quartier Latin, au Musée d'Orsay, dans les environs de la Tour Eiffel, à la gare de Paris-Nord, sur l'avenue Montaigne et dans le quartier de Saint-Germain-des-Prés. Cette même saison, le campus de Columbia fut une nouvelle fois utilisé pour le tournage.
Pour les deux premiers épisodes de la cinquième saison, le tournage se déroula à Los Angeles en Californie.

### Diffusion francophone
En France, c'est le groupe TF1 qui bénéficiait des droits de diffusion de Gossip Girl. Le groupe lance la série le 6 septembre 2008 à raison d'un épisode par semaine à 16 h sur TF1. Dès le 4 octobre 2008, la série passe à deux épisodes par semaine, toujours à partir de 16 h. Après la diffusion de la seconde saison, la série est transférée sur une autre chaîne du groupe, NT1, faute d'audiences. La chaîne lance la troisième saison le 31 juillet 2011 en début de soirée. Néanmoins, l'audience ne décolle pas et la chaîne transfère une seconde fois la série sur la chaîne câblée TF6, qu'elle partage avec le groupe M6. TF6 entame alors la rediffusion des trois premières saisons dès le 3 octobre 2011 avant d'enchaîner avec la quatrième saison. Le 29 octobre 2012, TF6 entame la diffusion de la cinquième saison, puis, à partir du 25 septembre 2013, la sixième et dernière saison. Dès le 17 janvier 2013, le groupe TF1 entame la rediffusion de la série sur HD1, permettant la diffusion pour la première fois sur une chaîne en clair des saisons quatre à six.
Au Québec, la série s'intitule Gossip Girl : L’élite de New York et a été diffusée sur VRAK.TV à raison d'un épisode inédit par semaine. En Belgique francophone, c'est la RTBF qui dispose des droits de la série,. Elle la diffuse sur La Deux. Mais après la diffusion des quatre premières saison, la RTBF cède les droits de diffusion au groupe AB pour se concentrer sur des séries américaines plus adultes.

### Fiche technique
- Titre original : Gossip Girl
- Développement : Josh Schwartz et Stephanie Savage, d'après la série littéraire de Cecily von Ziegesar
- Décors : Loren Weeks (2007-12) et Malchus Janocko (2011-12)
- Costumes : Eric Daman
- Musique : The Transcenders
- Producteur délégués : Josh Schwartz, Stephanie Savage, Bob Levy, Leslie Morgenstein, John Stephens, Joshua Safran (saisons 1 à 5) et Sara Goodman (saison 6)
- Sociétés de production : Warner Bros. Television, Alloy Entertainment, CBS Paramount Television (2007-09), CBS Television Studios (2009-12), College Hill Pictures, Inc. (2007–2010) et Fake Empire (2010–2012)
- Sociétés de distribution : The CW (télévision, États-Unis) et Warner Bros. Television (globale)
- Pays d'origine :  États-Unis
- Langue originale : anglais
- Format : Couleur - 16:9 - 1080p (HDTV) - son Dolby Digital 5.1
- Genre : série dramatique
- Durée : 37-42 minutes
- Public :
  -  États-Unis :  (interdit aux moins de 14 ans, contrôle parental obligatoire)

Modèle:Source Imdb

## Épisodes
| Saisons | Saisons | Nombre d'épisodes | Diffusion originale | Diffusion originale |
| Saisons | Saisons | Nombre d'épisodes | Début de saison     | Fin de saison       |
| ------- | ------- | ----------------- | ------------------- | ------------------- |
|         | 1       | 18                | 19 septembre 2007   | 19 mai 2008         |
|         | 2       | 25                | 1er septembre 2008  | 17 mai 2009         |
|         | 3       | 22                | 14 septembre 2009   | 17 mai 2010         |
|         | 4       | 22                | 13 septembre 2010   | 16 mai 2011         |
|         | 5       | 24                | 26 septembre 2011   | 14 mai 2012         |
|         | 6       | 10                | 8 octobre 2012      | 17 décembre 2012    |

## Accueil

### Critiques
Tout au long de sa diffusion, la série a rencontré un accueil généralement chaleureux de la part de la critique américaine. Sur le site agrégateur de critiques professionnelles Rotten Tomatoes, la série dispose d'une moyenne globale de 84 % de critiques positives avec une saison certifié par le statut « Frais », le certificat de qualité du site.
La première saison de la série dispose d'une moyenne de 79 % de critiques positives, avec une note moyenne de 6,95/10 sur la base de 33 critiques collectées, lui permettant d'obtenir son premier statut « Frais ». Le consensus critique établi par le site résume que même si la série est inappropriée pour certains, elle arrive à attirer un large public grâce à ses costumes ainsi que pour son portrait d'un monde méchant et privilégié.

### Audiences
| Saisons | Diffusion                                                   | Nombre d'épisodes | Lancement          | Lancement       | Final            | Final           | Téléspectateurs (en moyenne) |
| Saisons | Diffusion                                                   | Nombre d'épisodes | Date               | Téléspectateurs | Date             | Téléspectateurs | Téléspectateurs (en moyenne) |
| ------- | ----------------------------------------------------------- | ----------------- | ------------------ | --------------- | ---------------- | --------------- | ---------------------------- |
| 1       | Mardi, 20 h (épisodes 1-13) Mercredi, 21 h (épisodes 14-18) | 18                | 19 septembre 2007  | 3,50 millions   | 19 mai 2008      | 3,00 millions   | 2,35 millions                |
| 2       | Lundi, 20 h                                                 | 25                | 1er septembre 2008 | 3,43 millions   | 18 mai 2009      | 2,23 millions   | 2,48 millions                |
| 3       | Lundi, 21 h                                                 | 22                | 14 septembre 2009  | 2,55 millions   | 17 mai 2010      | 1,96 million    | 2,02 millions                |
| 4       | Lundi, 21 h                                                 | 22                | 13 septembre 2010  | 1,83 million    | 16 mai 2011      | 1,36 million    | 1,64 million                 |
| 5       | Lundi, 20 h                                                 | 24                | 26 septembre 2011  | 1,37 million    | 14 mai 2012      | 1,14 million    | 1,18 million                 |
| 6       | Lundi, 21 h                                                 | 10                | 8 octobre 2012     | 780 000         | 17 décembre 2012 | 1,55 million    | 900 000                      |

## Sorties DVD
| Intitulé du coffret        | Nombre d'épisodes | Dates de sortie     | Dates de sortie | Nombre de disques | Société de distribution |
| Intitulé du coffret        | Nombre d'épisodes | États-Unis (Zone 1) | France (Zone 2) | Nombre de disques | Société de distribution |
| -------------------------- | ----------------- | ------------------- | --------------- | ----------------- | ----------------------- |
| Saison 1, partie 1         | 9                 | TBA                 | 3 décembre 2008 | 3                 | Warner Home Video       |
| Saison 1, partie 2         | 9                 | TBA                 | 7 janvier 2009  | 3                 | Warner Home Video       |
| L'intégrale de la saison 1 | 18                | 19 août 2008        | 16 juin 2010    | 6                 | Warner Home Video       |
| L'intégrale de la saison 2 | 25                | 18 août 2009        | 25 août 2010    | 7                 | Warner Home Video       |
| L'intégrale de la saison 3 | 22                | 24 août 2010        | 19 octobre 2011 | 5                 | Warner Home Video       |
| L'intégrale de la saison 4 | 22                | 23 août 2011        | 11 avril 2012   | 5                 | Warner Home Video       |
| L'intégrale de la saison 5 | 24                | 25 septembre 2012   | 5 décembre 2012 | 5                 | Warner Home Video       |
| L'intégrale de la saison 6 | 10                | 12 février 2013     | 6 novembre 2013 | 3                 | Warner Home Video       |
| L'intégrale de la série    | 121               | 12 février 2013     | 7 mai 2014      | 31                | Warner Home Video       |

## Adaptations étrangères
En mars 2012, la division internationale de Warner Bros. Television annonce le développement avec Metan Development Group d'une adaptation chinoise de la série, intitulée China Girl. La production devait commencer juin 2012 pour une diffusion en novembre et mettre en scène des étudiants à l'université plutôt que des lycéens. Néanmoins, après son annonce, le projet ne décolle pas.
Une version mexicaine a été lancée en 2013 sur les chaînes Golden Premier, UniMás et Canal 5. Intitulée Gossip Girl: Acapulco, la série adopte le format telenovela et réadapte l'histoire de la première saison. Néanmoins, elle ne fut pas renouvelée pour une seconde saison.
En 2015, une version thaïlandaise a été lancée par Channel 3 et lancée en juillet 2015. Intitulée Gossip Girl: Thailand, elle reprend, comme l'adaptation mexicaine, l'intrigue de la première saison de la série originale. Elle ne dépasse également pas le cap de la première saison.
Une version indonésienne, intitulée Gossip Girl: Indonesia, a été lancée en 2020 sur le service GoPlay. Cette version a été développée par la cinéaste Nia Dinata.

## Suite
En juillet 2019, l'entreprise WarnerMedia, annonce la commande d'une première saison de 10 épisodes pour un reboot de la série. Quelques jours plus tard, Josh Schwartz dévoile que la série ne sera pas un reboot mais une suite de la série originale, se déroulant donc dans la même continuité mais avec une nouvelle génération de personnages. 
Cette suite marquera également le retour de Kristen Bell qui prête une seconde fois sa voix à Gossip Girl. En outre, quelques acteurs/actrices de la série originale reprennent aussi leur rôle le temps d'un ou deux épisodes à savoir Yin Chang (Nelly Yuki), Margaret Colin (Eleanor Waldorf-Rose), Wallace Shawn (Cyrus Rose), Zuzanna Szadkowski (Dorota Kishlovsky), Aaron Schwartz (Vanya), Michelle Trachtenberg (Georgina Sparks) et Matt Doyle (Jonathan Whitney).
La série met en scène une nouvelle génération de jeunes privilégiés dont la vie privée est dévoilée par Gossip Girl. Contrairement à la série originale, l'identité de Gossip Girl est révélée aux spectateurs dès le premier épisode. Dans cette suite, il s'agit de Kate Keller, une professeure ayant fait la découverte de l'ancien blog de Dan qui décide de relancer le compte via Instagram, y voyant un moyen de donner une leçon à ses élèves.